# 赤塚瑞樹
赤塚 瑞樹（あかつか みずき、1997年11月26日 - ）は、岐阜県岐阜市出身のプロ野球選手（投手）。
世界でも極めて希少なスイッチピッチャーとして知られる。

## 経歴
岐阜大学教育学部附属小学校1年生のときに城西スポーツ少年団で野球を始め、この頃から投手でプレー。岐阜大学教育学部附属中学校ではドリームス岐阜北ボーイズに所属した。麗澤瑞浪高等学校では1年秋からベンチ入りし、投手兼外野手としてプレー。この頃から両投げ投手として注目され始める。卒業後は立教大学に入学したが、同大学の野球部での公式戦では両投げとしての登板はできなかった。
大学卒業後の2020年は海外留学として、トライアウト型トラベリングチーム「アジアン・ブリーズ」に参加しヨーロッパのプロリーグでのプレーを目指していたが、新型コロナウイルス感染症（COVID-19）の流行によりプロリーグの開幕が難航したため、同年の8月26日に日本の独立リーグ・BCリーグのオセアン滋賀ブラックスに入団した。
2020年9月2日、福井ワイルドラプターズ戦で中継ぎとしてBCリーグ初登板し、左右両方からの投球を行った。
シーズン終了後の11月10日、信濃グランセローズへの移籍が発表された。信濃では先発や中継ぎとして登板を重ねた。2021年9月28日、自由契約により信濃を退団することが発表された。
信濃退団後はアメリカに渡り、エンパイアリーグでのトライアウト（ショーケース）に参加。2022年は北米独立リーグであるフロンティアリーグに加盟しているニュージャージー・ジャッカルズでプレーすることが決まった。同リーグでは登録上は右投げとされながらも、スイッチピッチャーとして紹介されている。シーズン中に同リーグのエンパイアステート・グレイズに移籍し、8月下旬からは同チームで登板している。ジャッカルズでは中継ぎで4試合に登板し、1勝0敗、防御率5.63の成績、グレイズでは登板8試合中、7試合に先発登板し、1勝5敗、防御率8.06の成績だった。2023年も引き続きグレイズでプレーし、13試合の登板中、4試合に先発登板し、1勝3敗、防御率7.76の成績だった。
2023年11月、オーストラリアン・ベースボールリーグのパース・ヒートに加入。しかし、公式戦での登板はなかった。
2024年時点ではカナダのインターカウンティ・ベースボール・リーグでハミルトン・カーディナルスの一員としてプレーしている。冬にはニカラグアのウィンターリーグに参加、トレン・デル・ノルテでプレーし、9試合の登板中、5試合に先発登板し、0勝2敗、防御率4.73の成績だった。

## 選手としての特徴
左右両方の腕で投球ができるスイッチピッチャー。本来は右利きであるが、両投げ投手を作りたかったという父親の勧めと、本人も違和感なく投げられため小学2年生から両投げを始める。左投げを練習していることは少年野球の監督には内緒にしており、初めて告げたのは投手も出来るレベルに到達した高学年になってからであった。中学では硬式のボーイズリーグに所属。硬式球への対応に左右での違いはなく、ネットスローに励むなど両投げの練習は継続していたが、チームに左投手が多かったこともあり試合では基本的に右で投げていた。
大学4年春終了後に公式戦では右投げに専念したが、大学卒業後は両投げに戻している。ジャッカルズ入団後は再び右投で登録されている。
左右でピッチングスタイルが異なり、右では速球主体の本格派であり、左ではコントロール重視の変化球主体のスタイルに変わる。高校在学時の球速は右で最速141km/h、左は130km/h台。オセアン滋賀ブラックス在籍時は右で145km/h、左は138km/hを記録している。変化球はどちらもスライダー、カーブ、チェンジアップで、チェンジアップは左右で握りを変えている。投球フォームも右はオーバースローで、左は腕の角度をやや下げたスリークォーター気味のフォームになる。
打撃センスも高く、野球を始めた小学1年生のときから両打ちで打席に立っており、高校時代は外野手のレギュラーであった。

## 人物
小学5年生のころに購入したミズノ社製の両投げ用グラブを現在も使用している。高校時代は玉澤社製の両投げ用グラブも使用していたが、ミズノ社製を多く使用している。
憧れの存在として同じスイッチピッチャーであるパット・ベンディットをあげている。

## 詳細情報

### 国内独立リーグでの投手成績
| 年 度     | 球 団     | 登 板 | 先 発 | 完 投 | 完 封 | 無 四 球 | 勝 利 | 敗 戦 | セ 丨 ブ | ホ 丨 ル ド | 勝 率 | 打 者 | 投 球 回 | 被 安 打 | 被 本 塁 打 | 与 四 球 | 敬 遠 | 与 死 球 | 奪 三 振 | 暴 投 | ボ 丨 ク | 失 点 | 自 責 点 | 防 御 率 | W H I P |
| --------- | --------- | ----- | ----- | ----- | ----- | -------- | ----- | ----- | -------- | ----------- | ----- | ----- | -------- | -------- | ----------- | -------- | ----- | -------- | -------- | ----- | -------- | ----- | -------- | -------- | ------- |
| 2020      | 滋賀      | 7     | 3     | 1     | 0     | 0        | 2     | 0     | 0        | 0           | 1.00  | 112   | 23.1     | 36       | 3           | 7        | -     | 1        | 19       | 2     | 0        | 24    | 21       | 8.10     | 1.84    |
| 2021      | 信濃      | 18    | 7     | 0     | 0     | 0        | 6     | 1     | 0        | 0           | .857  | 216   | 52.2     | 46       | 5           | 15       | -     | 3        | 41       | 2     | 0        | 26    | 23       | 3.93     | 1.16    |
| 通算：2年 | 通算：2年 | 25    | 10    | 1     | 0     | 0        | 8     | 1     | 0        | 0           | .889  | 328   | 76.0     | 85       | 8           | 22       | -     | 4        | 60       | 4     | 0        | 50    | 44       | 5.21     | 1.41    |

- 2021年度シーズン終了時

### 背番号
- 13 （2020年）
- 15 （2021年）
- 88 （2022年 - 同年7月中旬）
- 11 （2022年7月下旬 - 同年終了）